# Prosoponoides hamatus
Prosoponoides hamatus là một loài nhện trong họ Linyphiidae.
Loài này thuộc chi Prosoponoides. Prosoponoides hamatus được Alfred Frank Millidge & Anthony Russell-Smith miêu tả năm 1992.